# José María Morelos (José María Morelos)
José María Morelos è un centro abitato del Messico, situato nello stato di Quintana Roo, capoluogo dell'omonimo comune.